# Panda-Z
Panda-Z: The Robonimation (パンダーゼット THE ROBONIMATION, Pandā Zetto Za Robonimēshon) est un anime japonais réalisé par Mamoru Kanbe des studios Bee Media et Synergy Japan. Il a été diffusé entre le 12 avril 2004 et le 1er novembre 2004 sur Kids Station.